# 韩国首尔圣殿
韩国首爾圣殿是是耶稣基督后期圣徒教会第37个开放的圣殿，位于韩国首爾西大門區。
1951年，耶稣基督后期圣徒教会在韩国的第一名信徒受洗。当时，韩国仍处于战争期间。1954年，第一名传教士进入韩国。1981年，该教会宣布在韩国修建圣殿。
1985年12月14日，戈登·兴格莱（Gordon B. Hinckley）会长主持奉献仪式。该圣殿外部有6个尖顶，内部有4个教仪室和3个印证室。装饰有精美水墨画，丝绸墙纸，金箔，吊灯，白漆家具，镶嵌珍珠贝。
圣殿奉献后，一条地铁通到圣殿所在的山脚下，使圣殿便于信徒前往。